# Isis (Königsgemahlin)
Isis war eine Nebenfrau des altägyptischen Königs (Pharao) Thutmosis II. und Mutter des Königs Thutmosis III. im 15. Jahrhundert v. Chr. Nach dem Tod ihres Gemahls und während der Regentschaft ihres Sohnes wurde sie nachträglich in den Stand einer Großen Königlichen Gemahlin erhoben. Sie ist nach der altägyptischen Göttin Isis benannt.
Der Ehe von Thutmosis I. und Ahmose entstammte Hatschepsut, der Thronfolger Thutmosis II. jedoch aus der Ehe mit der Nebenfrau Mutnofret. Die Halbschwester Hatschepsut wurde Hauptgemahlin von Thutmosis II., vermutlich um die „Reinblütigkeit“ zu erhalten und den Thronanspruch zu legitimieren. Der Thronfolger Thutmosis III. stammte allerdings aus der Ehe mit der Nebenfrau Isis, über deren Herkunft fast nichts bekannt ist. Isis stammte vermutlich aus einer adeligen Familie mit guten Beziehungen zum Königshaus. Angelika Tulhoff vermutet, dass sie als Gunstbeweis des Königs in den königlichen Frauenpalast aufgenommen worden war.

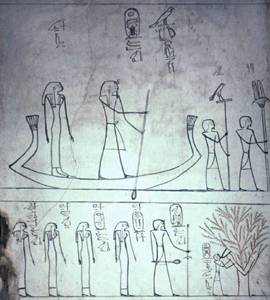
Darstellungen mit ihrem Sohn Thutmosis III. in dessen Grab KV34, oben in der Barke, unten als Baum dargestellt

Eine bekannte Darstellung der Isis befindet sich im Grab ihres Sohnes (KV34). Dort steht sie mit ihm in einem Boot und wird von weiteren Familienangehörigen des Königs begleitet. Dazu findet sich flüchtig skizziert eine ungewöhnliche Szene: Ein stilisierter Baum reicht dem König die Brust, mit der Beischrift: „er saugt an (der Brust) seiner Mutter Isis“. Da Thutmosis’ Mutter tatsächlich Isis hieß, könnte man die Szene vordergründig als Rückkehr des Königs zu seiner Mutter und Verjüngung deuten, aber der Baum deutet auf eine Göttin, die sonst in den Beamtengräbern als Nut oder Hathor aus dem Baum herauswächst und dem Toten mit seinem vogelgestaltigen Ba kühles Wasser und Opferspeisen darbringt. Dass hier stattdessen Isis genannt wird, liegt sicher am Namen der irdischen Mutter und am Mythos, nach welchem der König die Rolle des Gottes Horus auf Erden repräsentiert und in den Schutz seiner göttlichen Mutter Isis zurückkehrt, die ihn umsorgt und beschützt.
Eine 98,5 cm hohe, schwarze Granit-Statue aus der „Cachette von Karnak“ (siehe auch Entdeckung der Cachette durch Georges Legrain) befindet sich heute im Ägyptischen Museum in Kairo (mit der Inventarnummer JE 37417 bzw. CG 42072). Die Statue wurde von ihrem Sohn gestiftet. Isis sitzt in traditioneller Weise auf einem Thron. Sie trägt eine Perücke mit feinen Locken, ein vergoldetes Diadem und auf der Stirn zwei Uräusschlangen, mit jeweils der Weißen und Roten Krone. Sie trägt ein enges Kleid und einen Wesech-Halskragen. In der einen Hand hält sie ein Lotus-Zepter. Auf der Vorderseite des Thrones ist eine Widmungsinschrift von Thutmosis III. an seine Mutter Isis zu lesen: „Der vollkommene Gott, Men-cheper-Re, geliebt von Amun-Re, dem Herrn der Throne der Beiden Länder, er machte ein Denkmal für seine Mutter, die Königinmutter Isis, gerechtfertigt.“